# Toxowanie

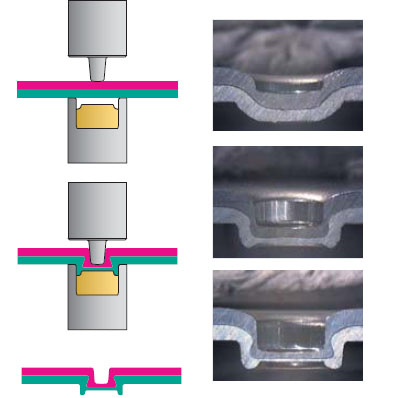
Etapy formowania punktu podczas toxowania

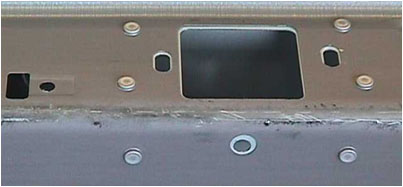
Punkty powstałe po procesie toxowania

Toxowanie (ang. clinching) – metoda stałego (nierozłącznego) łączenia blach oraz spajanie metali z innymi materiałami nietłocznymi.
Jest to system łączenia blach poprzez przetłaczanie na zimno (DIN 8593), znane także jako technika nitowania bez nitów przy użyciu stempla oraz okrągłej matrycy. Dzięki obniżeniu kosztów produkcji, trwałości oraz solidności połączenia toxowane znalazły zastosowanie w całym przemyśle metalowym (AGD, motoryzacyjny, wentylacja, budowlany). Połączenie jest realizowane poprzez jednorazowe przetłoczenie materiałów przez stempel w nieruchomą matrycę. Cały proces jest wysoce powtarzalny, bardzo szybki i porównywalny czasowo ze zgrzewaniem. W jego wyniku powstaje estetyczne połączenie w formie punktu. Stosuje się również narzędzia wielopunktowe zwiększające efektywność technologii.

## Właściwości
- Powierzchnie ochronne (np. ocynk) nie zostają uszkodzone, połączenie nie wymaga dodatkowego zabezpieczania,
- Połączenie jest gazoszczelne,
- Właściwości dynamiczne są dużo lepsze niż zgrzewu,
- Można stosować kleje oraz warstwy pośredniczące (papier, folia).